# (4405) Otava
(4405) Otava es un asteroide perteneciente al cinturón exterior de asteroides descubierto por Antonín Mrkos desde el Observatorio Kleť, cerca de České Budějovice, República Checa, el 21 de agosto de 1987.

## Designación y nombre
Otava recibió al principio la designación de 1987 QD1.
Más adelante, en 1999, se nombró por el Otava, un río de la República Checa.

## Características orbitales
Otava está situado a una distancia media de 3,2 ua del Sol, pudiendo acercarse hasta 2,691 ua y alejarse hasta 3,709 ua. Tiene una inclinación orbital de 9,446 grados y una excentricidad de 0,1591. Emplea en completar una órbita alrededor del Sol 2091 días.

## Características físicas
La magnitud absoluta de Otava es 11,6.